# Das Haus in der dritten Straße
Das Haus in der dritten Straße (hebräisch הבית ברחוב שלוש HaBayit b'Rechov Shalosh) ist ein halbautobiografischer Film des israelischen Regisseurs Moshé Mizrahi aus dem Jahr 1973, der in Hebräisch, Ägyptisch-Arabisch und Ladino gedreht wurde. Der Film wurde für den Oscar als Bester internationaler Film nominiert.

## Handlung
Der Film erzählt die Geschichte einer sephardischen Familie ägyptisch-jüdischer Einwanderer aus Alexandria, die sich 1947 in Tel Aviv niederlässt. Die Familie besteht aus der 33-jährigen Witwe Clara und ihren vier Kindern. Sie leben in einem Arbeiterviertel, umgeben von ihrer Großfamilie, zu der auch Claras Mutter Mazal, Claras Onkel Rafael und dessen Frau Sultana gehören.
Im Mittelpunkt der Handlung steht der Erstgeborene Sami, seine Entwicklung vom schüchternen 15-Jährigen zum Arbeiter und Aktivisten der „Irgun“ (einer Widerstandsbewegung, die sich vor allem gegen die britischen Streitkräfte richtete) und seine Liebesbeziehung zu einer 25-jährigen Bibliothekarin mit russischem Migrationshintergrund (Michal Bat-Adam). Darüber hinaus kämpft Clara mit dem gesellschaftlichen Druck, einen Ehemann zu finden, und mit ihren eigenen komplexen Gefühlen, die durch einen anderen sephardischen Ägypter, der starke Gefühle für sie hegt, noch komplizierter werden.
Der Film ist eine lebendige und sehr glaubwürdige Darstellung des Lebens sephardischer Einwandererfamilien am Vorabend der Ausrufung des Staates Israel. Auch die eskalierende Gewalt zwischen den britischen Streitkräften und der einheimischen Bevölkerung sowie die palästinensisch-arabische Gewalt gegen Juden werden thematisiert.